# Discografia di IU
La discografia di IU, cantante e attrice sudcoreana, è formata da cinque album in studio, nove EP, 17 singoli e 48 video musicali. Inoltre, la cantante ha partecipato a collaborazioni e colonne sonore per serie televisive, film e giochi online.
IU ha tre album e 19 canzoni al primo posto delle classifiche di Gaon degli album e dei singoli, rispettivamente, oltre a otto brani in cima alla K-Pop Hot 100 di Billboard, che la rendono l'artista con più canzoni al primo posto della classifica.
Dal suo debutto nel 2008, IU ha venduto più di 625.000 album e 99 milioni di download digitali in Corea del Sud (incluse le vendite di collaborazioni, colonne sonore, tracce degli album e altre apparizioni).

## Album

### Album in studio
| Anno                                                                                          | Titolo | Posizione massima | Posizione massima | Vendite                                  |
| Anno                                                                                          | Titolo | KOR               | JPN               | Vendite                                  |
| --------------------------------------------------------------------------------------------- | --- | ----------------- | ----------------- | ---------------------------------------- |
| 2009                                                                                          | Growing Up - Pubblicato: 23 aprile 2009 - Etichetta: LOEN Entertainment - Formati: CD, download digitale, streaming     | 6                 | –                 | - KOR: 26.171                            |
| 2011                                                                                          | Last Fantasy - Pubblicato: 29 novembre 2011 - Etichetta: LOEN Entertainment - Formati: CD, download digitale, streaming | 1                 | –                 | - KOR: 138.866                           |
| 2013                                                                                          | Modern Times - Pubblicato: 8 ottobre 2013 - Etichetta: LOEN Entertainment - Formati: CD, download digitale, streaming   | 1                 | 69                | - KOR: 83.351 - JPN: 3.323               |
| 2017                                                                                          | Palette - Pubblicato: 21 aprile 2017 - Etichetta: LOEN Entertainment - Formati: CD, download digitale, streaming        | 1                 | 96                | - KOR: 145.911 - JPN: 1.303 - USA: 1.000 |
| 2021                                                                                          | Lilac - Pubblicato: 25 marzo 2021 - Etichetta: Edam Entertainment - Formati: CD, download digitale, streaming           | 1                 | 23                | - KOR: 431.571 - JAP: 2.344              |
| "—" indica che l'opera non si è classificata o che non è stata pubblicata in quel territorio. | |                   |                   |                                          |

### Raccolte
| Anno | Titolo |
| ---- | --- |
| 2016 | Smash Hits - Pubblicato: 8 gennaio 2016 - Etichetta: Warner Music Taiwan - Formati: CD, DVD                                  |
| 2018 | Smash Hits 2 - The Stories Between U & I - Pubblicato: 18 settembre 2018 - Etichetta: Warner Music Taiwan - Formati: CD, DVD |

## Extended play
| Anno                                                                                          | Titolo | Posizione massima | Posizione massima | Vendite                  |
| Anno                                                                                          | Titolo | KOR               | JPN               | Vendite                  |
| --------------------------------------------------------------------------------------------- | --- | ----------------- | ----------------- | ------------------------ |
| 2008                                                                                          | Lost and Found - Pubblicato: 23 settembre 2008 - Etichetta: LOEN Entertainment - Formati: CD, download digitale      | 22                | —                 | - KOR: 3.078             |
| 2009                                                                                          | IU...IM - Pubblicato: 12 novembre 2009 - Etichetta: LOEN Entertainment - Formati: CD, download digitale              | 7                 | —                 | - KOR: 16.708            |
| 2010                                                                                          | Real - Pubblicato: 9 dicembre 2010 - Etichetta: LOEN Entertainment - Formati: CD, download digitale                  | 2                 | —                 | - KOR: 90.637            |
| 2011                                                                                          | I□U - Pubblicato: 14 dicembre 2011 - Etichetta: LOEN Entertainment - Formati: CD, DVD                                | —                 | 15                | - JPN: 12.000            |
| 2013                                                                                          | Can You Hear Me? - Pubblicato: 15 marzo 2013 - Etichetta: LOEN Entertainment - Formati: CD, DVD                      | —                 | 23                | - JPN: 8.500             |
| 2014                                                                                          | A Flower Bookmark - Pubblicato: 16 maggio 2014 - Etichetta: LOEN Entertainment - Formati: CD, download digitale, LP  | 2                 | 144               | - KOR: 57.507 - JPN: 896 |
| 2015                                                                                          | Chat-Shire - Pubblicato: 23 ottobre 2015 - Etichetta: LOEN Entertainment - Formati: CD, download digitale            | 2                 | —                 | - KOR: 58.137 - JPN: 944 |
| 2017                                                                                          | A Flower Bookmark 2 - Pubblicato: 22 settembre 2017 - Etichetta: Fave Entertainment - Formati: CD, download digitale | 3                 | —                 | - KOR: 49.862 - JPN: 479 |
| 2019                                                                                          | Love Poem - Pubblicato: 18 novembre 2019 - Etichetta: kakao M - Formati: CD, download digitale                       | 1                 | —                 | - KOR: 208.291           |
| "—" indica che l'opera non si è classificata o che non è stata pubblicata in quel territorio. | |                   |                   |                          |

## Singoli
| Titolo | Anno | Posizione massima | Posizione massima | Posizione massima | Posizione massima | Posizione massima | Vendite          | Album                                                      |
| Titolo | Anno | KOR Gaon          | KOR Hot           | JPN Oricon        | JPN Hot           | US World          | Vendite          | Album                                                      |
| --- | ---- | ----------------- | ----------------- | ----------------- | ----------------- | ----------------- | ---------------- | ---------------------------------------------------------- |
| "Nagging" (feat. Im Seulong) (잔소리) | 2010 | 1                 | —                 | —                 | —                 | —                 | - KOR: 4.126.000 |                                                            |
| "Let's Go" (AA.VV.) | 2010 | —                 | —                 | —                 | —                 | —                 | N.D.             |                                                            |
| "Let's Go (English ver.)" (AA.VV.) | 2010 | —                 | —                 | —                 | —                 | —                 | N.D.             |                                                            |
| "Real+" | 2011 | —                 | —                 | —                 | —                 | —                 | - KOR: 23.500    |                                                            |
| "Ice Flower" (feat. Kim Yuna) (얼음꽃) | 2011 | 8                 | —                 | —                 | —                 | —                 | - KOR: 1.733.000 |                                                            |
| "Good Day" (versione giapponese) | 2012 | —                 | —                 | 6                 | 5                 | —                 | - JPN: 31.000    |                                                            |
| "You and I" (versione giapponese) | 2012 | —                 | —                 | 5                 | 11                | —                 | - JPN: 20.000    |                                                            |
| "Spring of a Twenty Year Old" | 2012 | —                 | —                 | —                 | —                 | —                 | - KOR: 34.400    |                                                            |
| "Friend" | 2012 | —                 | —                 | —                 | —                 | —                 | N.D.             | Friend (Live Version @Toukyou Kokusai Forum 2012.09.17)    |
| "Aishiteru" | 2012 | —                 | —                 | —                 | —                 | —                 | N.D.             | Aishiteru (Live Version @Toukyou Kokusai Forum 2012.09.17) |
| "The Age of the Cathedrals" | 2013 | —                 | —                 | —                 | —                 | —                 | N.D.             |                                                            |
| "New World" | 2013 | —                 | —                 | —                 | 76                | —                 | N.D.             |                                                            |
| "Monday Afternoon" | 2013 | —                 | —                 | 15                | 27                | —                 | - JPN: 7.000     |                                                            |
| "Through the Night" (밤편지) | 2017 | 1                 | —                 | —                 | —                 | 16                | - KOR: 2.500.000 |                                                            |
| "Can't Love You Anymore" feat. Oh Hyuk (사랑이 잘) | 2017 | 1                 | —                 | —                 | —                 | —                 | - KOR: 2.500.000 |                                                            |
| "Autumn Morning" (가을 아침) | 2017 | 1                 | —                 | —                 | —                 | —                 | - KOR: 1.110.928 |                                                            |
| "BBIBBI" | 2018 | 1                 | 1                 | —                 | —                 | 5                 | - KOR: 2.500.000 |                                                            |
| "—" indica i non classificati o non pubblicati in quella regione. Nota: La Korea K-Pop Hot 100 di Billboard è stata introdotta ad agosto 2011 e interrotta a luglio 2014; poi reintegrata a maggio 2017. |      |                   |                   |                   |                   |                   |                  |                                                            |

## Collaborazioni
| "Suga Luv" (Bizniz feat. IU)                                                                  | 2009 | —  | N.D.             | Singolo                                                 |
| "Monday Through Sunday" (Suho feat. IU) (월화수목 금토일)                                     | 2009 | —  | N.D.             | Dayz                                                    |
| "I Hope" (Mighty Mouth feat. IU) (희망사항)                                                   | 2009 | —  | N.D.             | Love Class                                              |
| "247" (The Three Views feat. IU)                                                              | 2009 | —  | N.D.             | The Three Views: Part 3                                 |
| "You Are Stunning" (Run feat. IU)                                                             | 2009 | —  | N.D.             | Face-Off                                                |
| "It's First Love" (Na Yoon-kwon feat. IU) (첫사랑이죠)                                        | 2010 | 3  | - KOR: 1.290.000 | Singolo                                                 |
| "Believe in Love" (Yoo Seung-ho feat. IU) (사랑을 믿어요)                                     | 2010 | 11 | - KOR: 1.010.000 | Singolo                                                 |
| "It's You" (Sung Si-kyung feat. IU) (그대네요)                                                | 2010 | 1  | - KOR: 1.975.728 | The First                                               |
| "Why" (Supreme Team e Young-jun feat. IU)                                                     | 2010 | —  | N.D.             | Singolo                                                 |
| "Road for Hope (Gift)" (AA.VV.)                                                               | 2010 | —  | N.D.             | Singolo                                                 |
| "I Know" (Seungri feat. IU)                                                                   | 2011 | 42 | N.D.             | V.V.I.P                                                 |
| "Suga Luv (Valentine Mix)" (Bizniz feat. IU)                                                  | 2011 | —  | N.D.             | The Brand New                                           |
| "Sea of Moonlight" (Fiestar feat. IU) (달빛바다)                                              | 2012 | 12 | - KOR: 1.004.000 | LOEN TREE Summer Story                                  |
| "Like You" (Wanted feat. IU)                                                                  | 2012 | 9  | - KOR: 945.000   | Vintage                                                 |
| "Not Spring, Love, or Cherry Blossoms" (High4 feat. IU) (봄, 사랑, 벚꽃 말고)                 | 2014 | 1  | - KOR: 2.763.793 | Singolo                                                 |
| "Summer Love" (Ulala Session feat. IU) (애타는 마음)                                          | 2014 | 3  | - KOR: 1.085.944 | Singolo                                                 |
| "Sing for Me" (GOD feat. IU)                                                                  | 2014 | 9  | - KOR: 339.899   | Chapter 8                                               |
| "Sogyeokdong" (Seo Taiji feat. IU)                                                            | 2014 | 4  | - KOR: 706.157   | Singolo                                                 |
| "When Would It Be" (Yoon Hyun-sang feat. IU) (언제쯤이면)                                     | 2014 | 9  | - KOR: 815.000   | Pianoforte                                              |
| "Leon" (Park Myung-soo feat. IU)                                                              | 2015 | 1  | - KOR: 1.661.825 | Infinite Challenge: Yeongdong Expressway Music Festival |
| "Choice" (Hyungdon e Daejun feat. IU) (결정)                                                  | 2016 | 22 | - KOR: 130.098   | Singolo                                                 |
| "Love Story" (Epik High feat. IU) (연애소설)                                                  | 2017 | 1  | - KOR: 840.041   | We've Done Something Wonderful                          |
| "C A T" (Sunwoo Junga feat. IU) (고양이)                                                      | 2017 | —  | N.D.             | Singolo                                                 |
| "SoulMate" (Zico feat. IU)                                                                    | 2018 | 1  | N.D.             | Singolo                                                 |
| "Fairytale" (Kim Dong-ryul feat. IU) (동화)                                                   | 2018 | 4  | N.D.             | Singolo                                                 |
| "—" indica che l'opera non si è classificata o che non è stata pubblicata in quel territorio. |      |    |                  |                                                         |

## Colonne sonore
| "You Are Always Like That" | 2009 | —  | N.D.             | 2009 oeingudan                                    |
| "Even Though I Know" (아라로) | 2009 | —  | N.D.             | Seondeok yeo-wang OST                             |
| "Wind Flower" (바람꽃) | 2009 | —  | N.D.             | Seondeok yeo-wang OST                             |
| "Danny Boy" | 2009 | —  | N.D.             | Nag-won                                           |
| "Pinky Swear" (다섯째 손가락) | 2010 | 11 | N.D.             | Telecinema Project Vol.6 – 19 (Nineteen)          |
| "Because I'm a Woman" (여자라서) | 2010 | 6  | - KOR: 1.478.000 | Road No. 1 OST Part 3                             |
| "Because I'm a Woman (Piano Ver.)" (여자라서) | 2010 | —  | N.D.             | Road No. 1 OST Part 3                             |
| "My Dream Is to Be a Patissiere" | 2010 | —  | N.D.             | Yumeiro Pâtissière                                |
| "Someday" | 2011 | 1  | - KOR: 2.210.000 | Dream High OST Part 1                             |
| "Hold My Hand" (내 손을 잡아) | 2011 | 2  | - KOR: 2.032.000 | Choego-ui sarang OST Part 4                       |
| "Melody of the Wind" | 2011 | —  | N.D.             | Leafie - La storia di un amore OST                |
| "Stranded" | 2012 | —  | N.D.             | Sammy 2 - La grande fuga OST (doppiaggio coreano) |
| "Take Care of My Dad" | 2015 | —  | N.D.             | Appareul butakhae                                 |
| "Heart" (마음) | 2015 | 1  | - KOR: 2.500.000 | per Producer, inserita in Chat-Shire              |
| "—" indica i non classificati o non pubblicati in quella regione. Nota: La Korea K-Pop Hot 100 di Billboard è stata introdotta ad agosto 2011 e interrotta a luglio 2014. |      |    |                  |                                                   |

## Brani musicali classificatisi
| Titolo | Anno | Posizione massima | Posizione massima | Posizione massima | Posizione massima | Vendite (digitali) | Album                       |
| Titolo | Anno | KOR Gaon          | KOR Hot           | JPN Hot           | US World          | Vendite (digitali) | Album                       |
| --- | ---- | ----------------- | ----------------- | ----------------- | ----------------- | ------------------ | --------------------------- |
| "Lost Child" (미아) | 2008 | —                 | —                 | —                 | —                 | - KOR: 50.000      | Lost and Found              |
| "Marshmallow" (feat. Zico) | 2009 | 39                | —                 | —                 | —                 | N.D.               | IU...IM                     |
| "Good Day" (좋은 날) | 2010 | 1                 | —                 | —                 | —                 | - KOR: 4.776.000   | Real                        |
| "Rain Drop" (cover di Wheesung) | 2010 | 74                | —                 | —                 | —                 | - KOR: 206.934     | Nagging                     |
| "Merry Christmas in Advance" (feat. Thunder) | 2010 | 7                 | 17                | —                 | —                 | - KOR: 1.040.741   | Real                        |
| "This Is Not What I Thought" | 2010 | 9                 | —                 | —                 | —                 | N.D.               | Real                        |
| "The Night of the First Breakup" | 2010 | 20                | —                 | —                 | —                 | N.D.               | Real                        |
| "The Thing I Do Slowly" | 2010 | 21                | —                 | —                 | —                 | N.D.               | Real                        |
| "Alone in the Room" | 2010 | 27                | —                 | —                 | —                 | N.D.               | Real                        |
| "Good Day (strumentale)" | 193  | —                 | —                 | —                 |                   | N.D.               | Real                        |
| "Only I Didn't Know" (나만 몰랐던 이야기) | 2011 | 1                 | —                 | —                 | —                 | - KOR: 2.932.798   | Real+                       |
| "Cruel Fairytale" | 2011 | 8                 | —                 | —                 | —                 | - KOR: 1.051.000   | Real+                       |
| "You and I" (너랑 나) | 2011 | 1                 | 1                 | —                 | 3                 | - KOR: 6.065.000   | Last Fantasy                |
| "Secret" | 2011 | 2                 | 5                 | —                 | —                 | - KOR: 2.046.000   | Last Fantasy                |
| "Sleeping Prince of the Woods" (feat. Yoon Sang) | 2011 | 3                 | 9                 | —                 | —                 | - KOR: 1.245.000   | Last Fantasy                |
| "Uncle" (feat. Lee Juck) | 2011 | 4                 | 8                 | —                 | —                 | - KOR: 1.755.709   | Last Fantasy                |
| "A Child Searching for Stars" (feat. Kim Kwang-jin) | 2011 | 6                 | 12                | —                 | —                 | - KOR: 1.078.000   | Last Fantasy                |
| "Wallpaper Patterns" | 2011 | 7                 | 15                | —                 | —                 | - KOR: 953.000     | Last Fantasy                |
| "Wisdom Tooth" | 2011 | 8                 | 19                | —                 | —                 | - KOR: 953.000     | Last Fantasy                |
| "Teacher" (feat. Ra.D) | 2011 | 9                 | 25                | —                 | —                 | - KOR: 844.000+    | Last Fantasy                |
| "Everything's Alright" (feat. Kim Hyeon-cheol) | 2011 | 11                | 24                | —                 | —                 | - KOR: 847.000     | Last Fantasy                |
| "Last Fantasy" | 2011 | 12                | 27                | —                 | —                 | - KOR: 779.000     | Last Fantasy                |
| "4AM" | 2011 | 13                | 32                | —                 | —                 | - KOR: 728.000     | Last Fantasy                |
| "A Stray Puppy" | 2011 | 17                | 40                | —                 | —                 | - KOR: 665.000     | Last Fantasy                |
| "L'amant" | 2011 | 19                | 49                | —                 | —                 | - KOR: 576.000     | Last Fantasy                |
| "Peach" (복숭아) | 2012 | 2                 | 3                 | —                 | 24                | - KOR: 1.384.000   | Spring of a Twenty Year Old |
| "Every End of the Day" (하루 끝) | 2012 | 1                 | 1                 | —                 | —                 | - KOR: 3.244.314   | Spring of a Twenty Year Old |
| "I Really Don't Like Her" | 2012 | 15                | 12                | —                 | —                 | - KOR: 700.000     | Spring of a Twenty Year Old |
| "Beautiful Dancer" | 2013 | —                 | —                 | 66                | —                 | N.D.               | Can You Hear Me?            |
| "The Red Shoes" (분홍신) | 2013 | 1                 | 1                 | —                 | 19                | - KOR: 1.481.725   | Modern Times                |
| "Everybody Has Secrets" (feat. Gain delle Brown Eyed Girls) | 2013 | 2                 | 3                 | —                 | —                 | - KOR: 573.315     | Modern Times                |
| "Love of B" | 2013 | 3                 | 7                 | —                 | —                 | - KOR: 428.808     | Modern Times                |
| "Between the Lips (50cm)" | 2013 | 4                 | 5                 | —                 | —                 | - KOR: 436,249     | Modern Times                |
| "A Gloomy Clock" (feat. Jonghyun degli Shinee) | 2013 | 6                 | 11                | —                 | —                 | - KOR: 405.520     | Modern Times                |
| "Modern Times" | 2013 | 7                 | 10                | —                 | —                 | - KOR: 424.678     | Modern Times                |
| "Bad Day" | 2013 | 8                 | 14                | —                 | —                 | - KOR: 342.058     | Modern Times                |
| "Obliviate" | 2013 | 11                | 23                | —                 | —                 | - KOR: 277.739     | Modern Times                |
| "Daydream" (feat. Yang Hee-eun) | 2013 | 12                | 15                | —                 | —                 | - KOR: 267.560     | Modern Times                |
| "Havana" | 2013 | 13                | 29                | —                 | —                 | - KOR: 220.376     | Modern Times                |
| "Walk with Me, Girl" (feat. Choi Baek-ho) | 2013 | 14                | 26                | —                 | —                 | - KOR: 211.360     | Modern Times                |
| "Wait" | 2013 | 17                | 41                | —                 | —                 | - KOR: 188.745     | Modern Times                |
| "Voice Mail (versione coreana)" | 2013 | 18                | 28                | —                 | —                 | - KOR: 188.000     | Modern Times                |
| "Friday" (feat. Jang Yi-jeong) (금요일에 만나요) | 2013 | 1                 | 1                 | —                 | —                 | - KOR: 3.130.272   | Modern Times – Epilogue     |
| "Pastel Crayon" | 2013 | 39                | 27                | —                 | —                 | - KOR: 98.476      | Modern Times – Epilogue     |
| "The Meaning of You" (feat. Kim Chang-wan) | 2014 | 3                 | 2                 | —                 | —                 | - KOR: 2.740.595   | A Flower Bookmark           |
| "My Old Story" (나의 옛날 이야기) | 2014 | 2                 | 1                 | —                 | —                 | - KOR: 1.582.308   | A Flower Bookmark           |
| "When Love Passes By" | 2014 | 4                 | 3                 | —                 | —                 | - KOR: 782.000     | A Flower Bookmark           |
| "Pierrot Smiles at Us" | 2014 | 8                 | 10                | —                 | —                 | - KOR: 499.054     | A Flower Bookmark           |
| "Dreams in Summer Night" | 2014 | 12                | 12                | —                 | —                 | - KOR: 465.318     | A Flower Bookmark           |
| "Flower" | 2014 | 14                | 13                | —                 | —                 | - KOR: 353.253     | A Flower Bookmark           |
| "Boom Ladi Dadi" (feat. Clon) | 2014 | 16                | 14                | —                 | —                 | - KOR: 303.359     | A Flower Bookmark           |
| "Twenty-Three" (스물셋) | 2015 | 1                 | —                 | —                 | 4                 | - KOR: 2.500.000   | Chat-Shire                  |
| "The Shower" | 2015 | 2                 | —                 | —                 | —                 | - KOR: 1.020.265   | Chat-Shire                  |
| "Shoes" | 2015 | 5                 | —                 | —                 | —                 | - KOR: 578.505     | Chat-Shire                  |
| "Knees" | 2015 | 5                 | —                 | —                 | —                 | - KOR: 730.323     | Chat-Shire                  |
| "Zezé" | 2015 | 8                 | —                 | —                 | —                 | - KOR: 796.704     | Chat-Shire                  |
| "Red Queen" (feat. Zion.T) | 2015 | 10                | —                 | —                 | —                 | - KOR: 427.439     | Chat-Shire                  |
| "Glasses" | 2015 | 13                | —                 | —                 | —                 | - KOR: 362.363     | Chat-Shire                  |
| "Palette" (feat. G-Dragon) | 2017 | 1                 | —                 | —                 | 4                 | - KOR: 2.500.000   | Palette                     |
| "Ending Scene" | 2017 | 3                 | —                 | —                 | —                 | - KOR: 932.186     | Palette                     |
| "Dlwlrma" | 2017 | 5                 | —                 | —                 | —                 | - KOR: 959.717     | Palette                     |
| "Jam Jam" | 2017 | 7                 | —                 | —                 | —                 | - KOR: 461.247     | Palette                     |
| "Dear Name" | 2017 | 9                 | —                 | —                 | —                 | - KOR: 506.965     | Palette                     |
| "Black Out" | 2017 | 14                | —                 | —                 | —                 | - KOR: 283.532     | Palette                     |
| "Full-Stop" | 2017 | 16                | —                 | —                 | —                 | - KOR: 246.926     | Palette                     |
| "Love Alone" | 2017 | 19                | —                 | —                 | —                 | - KOR: 201.511     | Palette                     |
| "Sleepless Rainy Night" (잠 못 드는 밤 비는 내리고) | 2017 | 4                 | —                 | —                 | —                 | - KOR: 734.344     | A Flower Bookmark 2         |
| "Secret Garden" | 2017 | 10                | —                 | —                 | —                 | - KOR: 466.059     | A Flower Bookmark 2         |
| "Every Day with You" | 2017 | 12                | —                 | —                 | —                 | - KOR: 325.396     | A Flower Bookmark 2         |
| "Last Night Story" | 2017 | 15                | —                 | —                 | —                 | - KOR: 301.981     | A Flower Bookmark 2         |
| "By the Stream" | 2017 | 19                | —                 | —                 | —                 | - KOR: 178.956     | A Flower Bookmark 2         |
| "Road" con Henry Lau, Jo Hyun-ah e Yang Da-il (길) | 2019 | 14                | —                 | —                 | —                 |                    | THEN & NOW                  |
| "—" indica i non classificati o non pubblicati in quella regione. Nota: La Korea K-Pop Hot 100 di Billboard è stata introdotta ad agosto 2011 e interrotta a luglio 2014. |      |                   |                   |                   |                   |                    |                             |

## Video musicali
| Titolo                                 | Anno | Artista/i                | Regista/i                      | Note                                                                                |
| -------------------------------------- | ---- | ------------------------ | ------------------------------ | ----------------------------------------------------------------------------------- |
| "Lost Child"                           | 2008 | IU                       | Cho Soo-hyun                   | Partecipazione di Thunder                                                           |
| "Boo"                                  | 2009 | IU                       | Oh Se-hoon                     |                                                                                     |
| "You Know (Rock version)"              | 2009 | IU                       | Han Sang-beom                  |                                                                                     |
| "You Are Always Like That"             | 2009 | IU                       | N.D.                           | Per la colonna sonora del film 2009 oe-ingudan                                      |
| "Marshmallow"                          | 2009 | IU                       | Seo Sang-goon e Jung Jin-seong |                                                                                     |
| "247"                                  | 2009 | The Three Views feat. IU | Fanny                          |                                                                                     |
| "Nagging"                              | 2010 | IU e Lim Seul-ong        | Hwang Soo-ah                   |                                                                                     |
| "Because I'm a Woman"                  | 2010 | IU                       | N.D.                           | Per la colonna sonora del drama di MBC Road No. 1                                   |
| "Good Day"                             | 2010 | IU                       | Hwang Soo-ah                   | Partecipazione di Jung Jae-hyung                                                    |
| "Alicia"                               | 2011 | IU                       | N.D.                           | Per la colonna sonora del videogioco Alicia - Horse and My Story                    |
| "Only I Didn't Know"                   | 2011 | IU                       | Hwang Soo-ah                   | Partecipazione di Park Bo-young e Yoon Sang                                         |
| "Only I Didn't Know"                   | 2011 | IU                       | Hwang Soo-ah                   | Versione IU                                                                         |
| "I Hoppin U"                           | 2011 | IU                       | N.D.                           | Per la pubblicità del Samsung Galaxy S                                              |
| "Memories of the Sea"                  | 2011 | IU                       | N.D.                           | Tema di Expo 2012 Yeosu Korea                                                       |
| "Hold My Hand"                         | 2011 | IU                       | N.D.                           | Per la colonna sonora del drama di MBCChoego-ui sarang                              |
| "Let's Go (English version)"           | 2011 | AA.VV.                   | N.D.                           | Tema del G20                                                                        |
| "Believe in Love"                      | 2011 | IU e Yoo Seung-ho        | N.D.                           | Per la colonna sonora del programma di KBS Sarang-ui request                        |
| "Ice Flower"                           | 2011 | IU e Kim Yuna            | N.D.                           | Tema del programma di SBS Kim Yuna-ui Kiss & Cry                                    |
| "Melody of the Wind"                   | 2011 | IU                       | N.D.                           | Per la colonna sonora del film Leafie - La storia di un amore                       |
| "Let's Catch the Bus"                  | 2011 | IU                       | N.D.                           | Per la campagna di Hyundai Bus Concert                                              |
| "You and I"                            | 2011 | IU                       | Hwang Soo-ah                   | Partecipazione di Lee Hyun-woo                                                      |
| "You and I"                            | 2011 | IU                       | Hwang Soo-ah                   | Versione performance                                                                |
| "Last Fantasy"                         | 2012 | IU                       | Kim Do-yeon                    |                                                                                     |
| "Good Day (versione giapponese)"       | 2012 | IU                       | Hwang Soo-ah                   |                                                                                     |
| "Every End of the Day"                 | 2012 | IU                       | Hwang Soo-ah                   | Cortometraggio sotto forma di documentario. Presenta anche un'esibizione di "Peach" |
| "You and I (versione giapponese)"      | 2012 | IU                       | Hwang Soo-ah                   |                                                                                     |
| "Road for Hope (Gift)"                 | 2012 | AA.VV.                   | N.D.                           |                                                                                     |
| "You and I (versione giapponese)"      | 2012 | IU                       | Hwang Soo-ah                   |                                                                                     |
| "Sea of Moonlight"                     | 2012 | IU e le Fiestar          | Hwang Soo-ah                   | Per l'album estivo di LOEN Tree Summer Story                                        |
| "Beautiful Dancer"                     | 2013 | IU                       | Hwang Soo-ah                   | Giapponese; partecipazione di Song Kyung-il                                         |
| "Monday Afternoon"                     | 2013 | IU                       | Digipedi                       | Giapponese                                                                          |
| "The Red Shoes"                        | 2013 | IU                       | Hwang Soo-ah                   | Partecipazione di You Hee-yeol, Peppertones, Fhi Fan e Jang Ki-yong                 |
| "The Red Shoes"                        | 2013 | IU                       | Hwang Soo-ah                   | Versione performance                                                                |
| "Friday"                               | 2013 | IU feat. Jang Yi-jeong   | Hwang Soo-ah                   | Partecipazione di Jang Yi-jeong e Jang Ki-yong                                      |
| "Not Spring, Love, or Cherry Blossoms" | 2014 | High4 e IU               | N.D.                           |                                                                                     |
| "My Old Story"                         | 2014 | IU                       | Han Dae-hee                    | Partecipazione di Choi Woo-shik                                                     |
| "Sogyeokdong"                          | 2014 | Seo Taiji e IU           | Hwang Soo-ah                   | Partecipazione di Sung Yoo-bin e Kim Hyun-soo                                       |
| "When Would It Be"                     | 2014 | Yoon Hyun-sang e IU      | Digipedi                       |                                                                                     |
| "Take Care of My Dad"                  | 2015 | IU                       | N.D.                           | Colonna sonora del programma di SBS Appareul butakhae                               |
| "Twenty-Three"                         | 2015 | IU                       | Lumpens                        |                                                                                     |
| "My Home"                              | 2016 | IU                       | N.D.                           | Per la pubblicità di Kakao Come Play! My Home                                       |
| "Through the Night"                    | 2017 | IU                       | BTS Film                       |                                                                                     |
| "Hyundai Car"                          | 2017 | IU                       | N.D.                           | Per la pubblicità di Hyundai                                                        |
| "Palette"                              | 2017 | IU feat. G-Dragon        | BTS Film                       |                                                                                     |
| "Ending Scene"                         | 2017 | IU                       | Bae Doo-hyun                   | Partecipazione di Kim Soo-hyun                                                      |
| "Onmyoji"                              | 2017 | IU                       | N.D.                           | Per la pubblicità del videogioco Onmyoji                                            |
| "Last Night Story"                     | 2017 | IU                       | BTS Film                       | Partecipazione speciale di Lim Hyun-jae degli Hyukoh                                |
| "With the Heart to Forget You"         | 2018 | IU                       | BTS Film                       | Partecipazione di Park Jung-min                                                     |
| "Mongswel"                             | 2018 | IU                       | N.D.                           | Per la pubblicità di Mongswel                                                       |
| "SoulMate"                             | 2018 | Zico e IU                | Oui Kim (GDW)                  |                                                                                     |
| "BBIBBI"                               | 2018 | IU                       | VM Project Architecture        |                                                                                     |